# Much, el hijo del molinero
Much, el hijo del molinero es un personaje ficticio miembro de los forajidos que acompañan a Robin Hood. Aparece en algunas de las baladas más antiguas de la leyenda, A Gest of Robyn Hode y Robin Hood and the Monk.

## Historia
En A Gest of Robyn Hode, es uno de los hombres que ayuda a capturar a Richard at the Lee y también uno de los que insiste a Robin en otorgarle un caballo y ropa adecuada a su puesto de caballero. En Robin Hood and the Monk, es uno de los hombres que ayuda a rescatar a Robin de su captura, donde brutalmente asesina a un niño paje para que no pueda dar la alarma de la llegada de los forajidos. A continuación toma sus ropas, y junto a Little John, disfrazado de monje, ingresan al sector donde Robin se encuentra cautivo. No se explícita que Much es de baja estatura.
En otros cuentos, también se le conoce como Midge. Este es el nombre utilizado por Howard Pyle en su The Merry Adventures of Robin Hood. En la película Robin Hood: Prince of Thieves de 1991, está un joven personaje llamado Wulf que se le asemeja, aunque en el filme aparece como hijo de Little John. Hay otro personaje con el nombre de Much, interpretado por Jack Wild, pero con muy poco tiempo en pantalla.
En cuentos anteriores, sin embargo, se le describe mucho mayor y con papeles más físicos, destacándosele como un luchador formidable. Much está presente desde las baladas más tempranas de Robin Hood, en el que a menudo acompaña a Little John.

## Interpretaciones
Herbert Mundin realizó el papel de Much en el filme The Adventures of Robin Hood de 1938. Sin embargo, tuvo un papel más protagónico en la serie Robin of Sherwood de HTV (1984-86), donde es un hermano que adopta Robin (en otras versiones, este sería Will Scarlet), y que posee deficiencias mentales. Se une a los forajidos luego de asesinar un ciervo real.
Danny Webb lo interpreta en la película Robin Hood de 1991, con el nombre de "Mulch el molinero".

### Serie BBC
Much es uno de los personajes principales en la serie de televisión Robin Hood de la BBC (2006-09). No se le caracteriza como hijo de un molinero, afirmando que no tiene familia en absoluto. En su lugar, es el ex-sirviente de Robin y su mejor amigo desde la tercera Cruzada, donde le otorgó su libertad como resultado por sus servicios. En esta versión, es el cocinero de la banda, y con frecuencia se le ve celoso de la atención que Robin da a otros, especialmente a Marian. En la serie, Much fue interpretado por Sam Troughton, nieto de Patrick Troughton, primer actor en interpretar a Robin Hood en la televisión británica.

## Webcómic
Much es el personaje principal del webcómic Much the Miller's Son de Xeric Foundation y creado por Steve LeCouilliard. Este cómic sigue vagamente la leyenda de Robin Hood (guiándose por la película The Adventures of Robin Hood de 1938) desde el punto de vista de Much.